# Aricia ussurica
Aricia ussurica är en fjärilsart som beskrevs av Obraztsov 1935. Aricia ussurica ingår i släktet Aricia och familjen juvelvingar. Inga underarter finns listade i Catalogue of Life.